# Dicodia variegata
Dicodia variegata är en insektsart som beskrevs av Ernst Friedrich Germar 1821. Dicodia variegata ingår i släktet Dicodia och familjen dvärgstritar. Inga underarter finns listade i Catalogue of Life.